# Melicharella colorata
Melicharella colorata är en insektsart som beskrevs av Dubovsky 1968. Melicharella colorata ingår i släktet Melicharella och familjen dvärgstritar. Inga underarter finns listade i Catalogue of Life.